# Synaemops notabilis
Synaemops notabilis är en spindelart som beskrevs av Cândido Firmino de Mello-Leitão 1941. 
Synaemops notabilis ingår i släktet Synaemops och familjen krabbspindlar. Inga underarter finns listade i Catalogue of Life.